# Акагума, Такуя
Такуя Акагума (яп. 赤熊 卓弥; род. 21 ноября 1989, Соэда) — японский игрок в пляжный футбол. Участник четырёх чемпионатов мира (2015, 2017, 2019, 2021).

## Биография
Выступал за японские клубы по пляжному футболу «Дорсоле Китакюсю» и «Лазо Апего Китакюсю».
С 2014 года — игрок сборной Японии по пляжному футболу. Серебряный призёр пляжных Азиатских игр 2014 года и победитель данного турнира в 2016 году. Участник четырёх чемпионатов мира (2015, 2017, 2019, 2021). В 2021 году на чемпионате мира был награждён бронзовой золотой бутсой за 10 забитых голов на турнире. Лучший бомбардир мундиалито по пляжному футболу 2022 года (7 мячей) и чемпионата Азии 2023 года (11 голов).

## Достижения
- Победитель Азиатских игр: 2016
- Серебряный призёр Азиатских игр: 2014
- Серебряный призёр чемпионата Азии: 2023
- Серебряный призёр чемпионата мира: 2021
- Лучший бомбардир чемпионата Азии: 2023